# Musquash
Musquash es una parroquia canadiense situada en la provincia de Nuevo Brunswick.

## Superficie
Musquash tiene una superficie de 233,06 km².

## Demografía
En 2021, tenía 1253 habitantes, una densidad poblacional de 5,4 hab./km², y 594 viviendas.